# Eli Maor
Eli Maor (* 4. Oktober 1937) ist ein israelischer Autor von populärwissenschaftlichen Mathematikbüchern, Mathematikpädagoge und Mathematikhistoriker.
Maor erlangte seinen Bachelor von der Hebräischen Universität Jerusalem. Er erhielt seinen Master vom Technion, wo er auch promoviert wurde. Er unterrichtet Mathematikgeschichte an der Loyola University in Chicago. Er hält in den USA landesweit Vorträge im Auftrag der Mathematical Association of America. Er schrieb mehrere populärwissenschaftliche Mathematikbücher über die Eulersche Zahl e und ihre Geschichte, den Satz des Pythagoras, Trigonometrie und das Konzept des Unendlichen.
Als Amateurastronom hat er Artikel zum Beispiel in Sky and Telescope veröffentlicht und er schrieb auch ein Buch über Venuspassagen.

## Schriften
- Dem Unendlichen auf der Spur, Birkhäuser 1989 (englische Ausgabe: To Infinity and beyond, Birkhäuser 1987, Princeton University Press 1991, ISBN 978-0-691-02511-7)
- Die Zahl e – Geschichte und Geschichten, Birkhäuser 1996 (englische Ausgabe: e: the story of a number, Princeton University Press 1994, ISBN 0-691-05854-7)
- Trigonometric Delights, Princeton University Press 1998, ISBN 0-691-09541-8, als E-Book
- Venus in Transit, Princeton University Press 2000, 2. Auflage 2003, ISBN 0-691-04874-6
- The Pythagorean Theorem: a 4000 year history, Princeton University Press 2007, ISBN 978-0-691-12526-8
- The Facts on File Calculus Handbook, Facts on File 2003

| Personendaten    | Personendaten                               |
| ---------------- | ------------------------------------------- |
| NAME             | Maor, Eli                                   |
| KURZBESCHREIBUNG | israelischer Autor und Mathematikhistoriker |
| GEBURTSDATUM     | 4. Oktober 1937                             |